# Thanh Long, Yên Mỹ
Thanh Long là một xã thuộc huyện Yên Mỹ, tỉnh Hưng Yên, Việt Nam.

## Địa lý
Xã Thanh Long có vị trí địa lý:
- Phía đông giáp thị trấn Yên Mỹ và xã Trung Hưng
- Phía tây giáp xã Đồng Than
- Phía bắc giáp xãxã Tân Lập và xã Ngọc Long
- Phía nam giáp xã Minh Châu và xã Việt Cường.

Xã Thanh Long có diện tích 6,21 km², dân số năm 2019 là 9.602 người, mật độ dân số đạt 1.547 người/km².

## Lịch sử
Trước đây, xã Thanh Long thuộc huyện Mỹ Văn cũ.
Ngày 24 tháng 7 năm 1999, Chính phủ ban hành Nghị định 60/1999/NĐ-CP về việc chuyển xã Thanh Long thuộc huyện Mỹ Văn cũ về huyện Yên Mỹ mới tái lập quản lý.